# Georg Hettich
Georg Hettich (Furtwangen im Schwarzwald, 12 de outubro de 1978) é um corredor de combinado nórdico alemão. Em 2002 ele conquistou a medalha de prata olímpica em Salt Lake City na competição por equipes, em 2006 ele conquistou três medalhas na edição de Turim, uma de ouro no individual, uma de prata por equipes e uma de bronze na prova de velocidade.